# Museum für Westfälische Literatur Haus Nottbeck

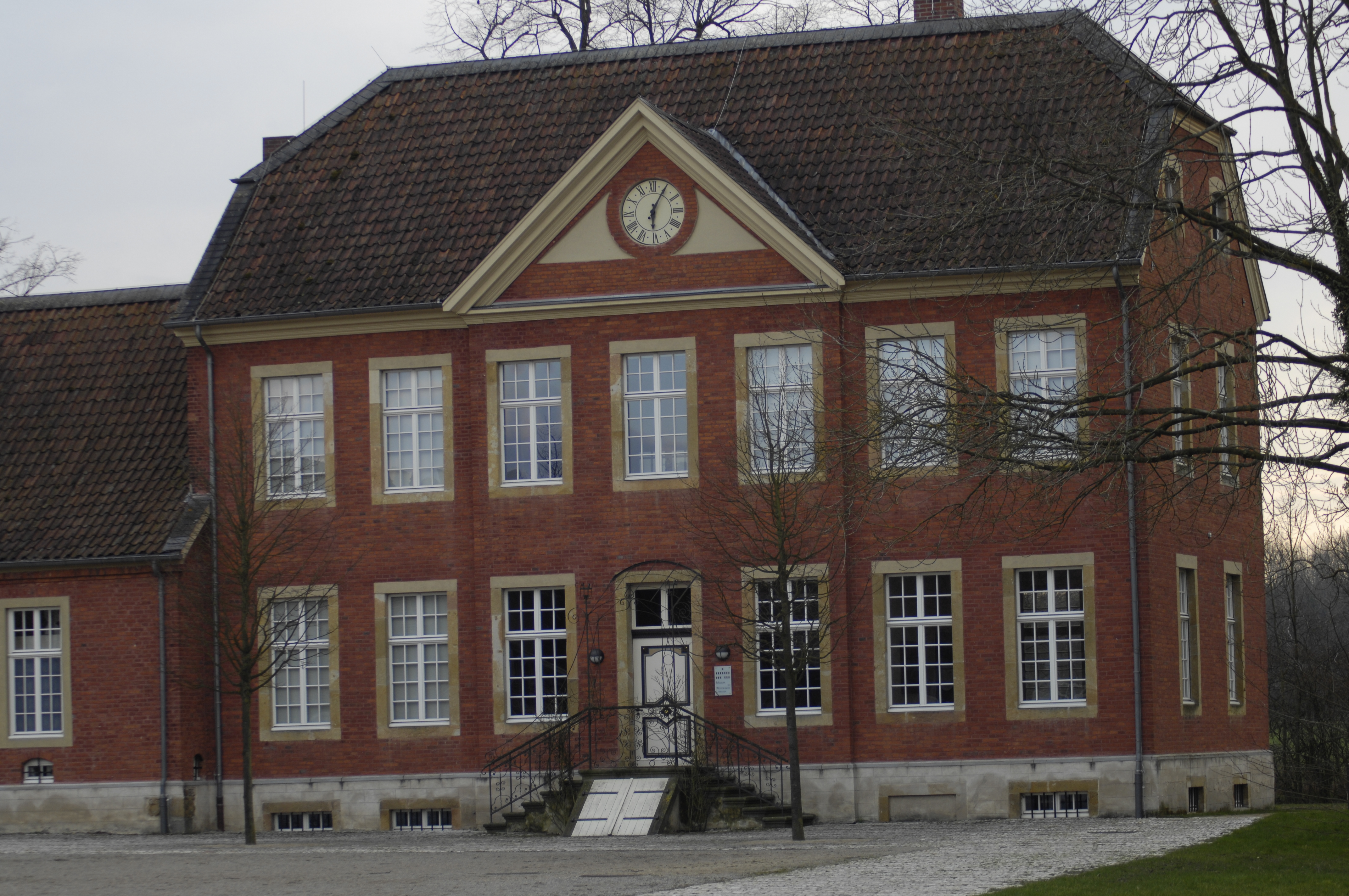
Haus Nottbeck (2009)

Das Museum für Westfälische Literatur Haus Nottbeck ist als Literaturmuseum Teil des „Kulturguts Haus Nottbeck“; es liegt am Rande des Oelder Ortsteils Stromberg.

## Geschichte des Gebäudeensembles

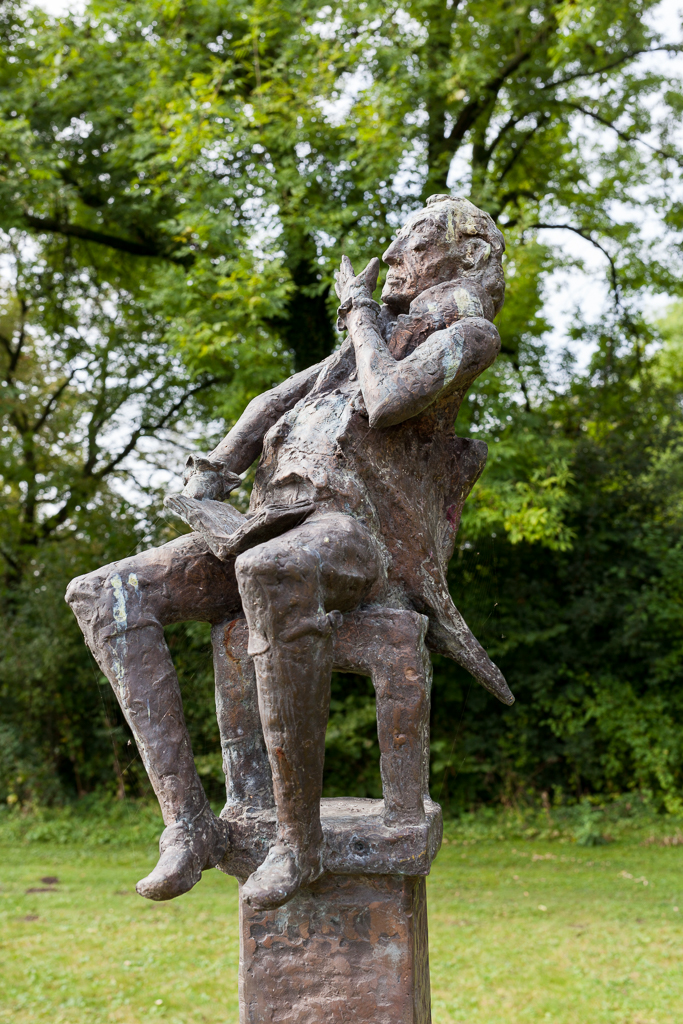
Goethe-Skulptur bei Haus Nottbeck (2014)

Das Museum für Westfälische Literatur befindet sich in den denkmalgeschützten Gebäuden des ehemaligen Rittergutes Haus Nottbeck und liegt im Münsterland zwischen Oelde und Rheda-Wiedenbrück. Die Geschichte als ursprüngliche Wasserburg reicht zurück bis ins 14. Jahrhundert: In einer Urkunde vom 23. April 1366 wird ein „gud te Nuttbeke“ erstmals erwähnt. Ab dem 15. Jahrhundert befand sich das Gut im Besitz der westfälischen Adelsfamilie von Oer. Als Abschluss einer längeren Blütezeit wurde um 1800 das noch heute bestehende Herrenhaus im Stil des Klassizismus umgebaut, in dem sich heute das Museum befindet.
Haus Nottbeck erfuhr als Amtssitz des Landrats des damaligen Kreises Beckum Clemens Wenzelaus von Oer einen Bedeutungsaufschwung. Seine Söhne Maximilian Josef von Oer als Schriftsteller und Theobald von Oer als bildender Künstler erwarben sich einen gewissen Ruf. Der Familiensitz bildete damit ein regionales Zentrum künstlerischen Schaffens.
Das Museum wurde 2001 eröffnet, nachdem der Kreis Warendorf 1987 das Anwesen von der letzten Besitzerin Anna-Luise Eissen per Erbfall erhielt. Finanziert wurde der Ausbau des „Kulturguts Haus Nottbeck“ von der Nordrhein-Westfalen-Stiftung Naturschutz, Heimat- und Kulturpflege, dem Land NRW, dem Landschaftsverband Westfalen-Lippe und der Stadt Oelde. Während der Regionale 2004 wurde das Haus Nottbeck zu einem internationalen Begegnungszentrum für Literatur und Musik.

## Museales Konzept
Das Museumskonzept besteht darin, dass Literatur nicht nur ausgestellt, sondern visualisiert und inszeniert wird. Es ist ein Museum, das „in Nordrhein-Westfalen seinesgleichen sucht, und das, angelehnt an Hans Magnus Enzensbergers „Museum der modernen Poesie“, Literaturgeschichte(n) auf zeitnahe Weise erzählt und Literaturwelten aufleben lässt, die bis in die heutige Zeit hineinwirken und in den aktuellen gesellschaftlichen Kontext gesetzt werden.“ Dazu gehören neben der modernen Museumsgestaltung zahlreiche und vielfältige Literaturveranstaltungen: Autorenlesungen, Ausstellungen, Aktivitäten mit Musik und bildender Kunst sowie Tagungen, zum Beispiel zum Thema „Topographien der Annette von Droste-Hülshoff“ (2007). Das „Kulturgut Haus Nottbeck“ verfügt über Übernachtungsmöglichkeiten. Im Erdgeschoss befindet sich die westfälische Literatur von ihren Anfängen bis 1900, im Obergeschoss werden regionale Autoren von Augustin Wibbelt über Paul Schallück bis zur zeitgenössischen Schriftstellerin Marion Kortsteger vorgestellt und das Kellergeschoss steht für die westfälische Kinder- und Jugendliteraturszene zur Verfügung. Der US-amerikanische Designer Robert Ward schuf die Innengestaltung des Museums.
Wissenschaftlicher Leiter der Einrichtung ist seit 2023 Stefan Höppner, als Nachfolger von Walter Gödden, der zuvor die Errichtung des Museums initiierte. 2012 bekam das Museum den Hartmut-Vogel-Preis für Literaturvermittlung der Arbeitsgemeinschaft Literarischer Gesellschaften und Gedenkstätten (ALG) verliehen.

## Einrichtung
Die ständige Ausstellung zeigt epochale Themen, unter anderem zum Täuferreich von Münster unter dem Stichwort „Fanatismus und Aberglaube“ oder über das „Westfälische Weimar“ zur Zeit der Fürstin Amalie von Gallitzin. Im Obergeschoss befindet sich, inspiriert von den Lesepavillons der Barockzeit, ein Video-Pavillon, in dem westfälische Autoren auf die Frage „Warum schreibe ich?“ Antwort geben. Im alten Gewölbekeller können Kinder die akustische Installation „Schlossgespenst trifft Straßengang“ erleben. In der Bibliothek befinden sich Nachschlagewerke, Literaturzeitschriften, Informationsmaterial über Institutionen, die sich mit westfälischer Literatur beschäftigen, über literarische Gesellschaften, Literaturbüros und Stiftungen sowie eine Audiothek der westfälischen Hörspielproduktion. In einem „Cyber-Room“ können Besucher mit moderner Datentechnik selbständig Informationen über die westfälische Gegenwartsliteratur in Wort und Bild recherchieren. Im Museumsbesitz befindet sich eine besondere Rarität, die „Kölner Bibel“ aus dem Jahr 1478/79; sie ist die erste in niederdeutscher Sprache gedruckte Bibelausgabe überhaupt und enthält 113 kolorierte Holzschnitte. Im Archiv befinden sich Werke aller Zeiten, angefangen von Werner Rolevincks „Buch vom Lobe Westfalens“ aus dem Jahr 1474 bis zur expressionistischen Literatur des Westfalen August Stramm und des Dadaisten Karl Riha.

## Längerfristige Angebote
- Ferienakademie für den literarischen Nachwuchs. Ideen- und Schreibwerkstatt „LetterClub“
- Museumspädagogische Angebote für Schulklassen
- Projekt „Wort und Musik“ in Kooperation mit der Kreismusikschule
- Offene Druckwerkstatt
- Nottbecker Büchermarkt

## Publikationen und Medien
Das Museum gibt zusammen mit der Nyland-Stiftung die CD-Edition Live! auf dem Kulturgut heraus, auf der herausragende musikalisch-literarische Veranstaltungen des Hauses präsentiert werden. Auf der ersten Ausgabe befindet sich die Uraufführung eines Abends mit Peter Rühmkorf mit einer experimentellen Verbindung aus Lyrik und Jazz. Weitere Ausgaben sind unter anderem:
- Helmut Krauss liest Georg Weerth
- Hommage an Reinhard Döhl (1934–2004)
- Ernst Meister. „Unterm schwarzen Schafspelz“. Jazz und Lyrik

## Ausstellungen
- 2002/2003: Jakob van Hoddis / Hans Davidsohn (1887–1942)
- 2003: Eine literarische Gesellschaft im 20. Jahrhundert. 75 Jahre Annette von Droste-Gesellschaft
- 2003/2004: Reinhard Döhl / Karl Riha: bildertexte textbilder
- 2004: Home Sweet Home – Hausbesuche bei westfälischen Schriftstellerinnen und Schriftstellern
- 2006: Der Bilderbuchklassiker Struwwelpeter
- 2007: Hertha Koenig – Auf den Spuren einer westfälischen Dichterin
- 2008: August Stramm
- 2008: Wilhelm Busch und Westfalen
- 2008/2009: Stadt.Land.Pop – Popmusik zwischen westfälischer Provinz und Hamburger Schule[6]
- 2011: Bücherlust und Druckertrost. 50 Jahre Presse Eric van der Wal
- 2016: im Gartenhaus: Du bist ein Gedicht – Experimentierfeld zur Visuellen Poesie
- 2023: Vom Wandern. 42 literarische Variationen. Identität – Rausch – Survival.
- 2024: Zok Roarr Wumm. Comics in Westfalen
- 2025: Der Gruselklassiker – Fünf Jahrzehnte John Sinclair. Zum 80. Geburtstag von Helmut Rellergerd alias Jason Dark